# Cristina Cerrada
Cristina Cerrada (Madrid, 28 de marzo de 1970) es escritora y profesora de escritura creativa española.

## Biografía
Estudió Sociología en las universidades Complutense y UNED de Madrid. Su carrera literaria ha obtenido reconocimientos desde su inicio: su cuento Tránsito obtuvo el XIII Pedro Atarrabia de relato 2001, y en 2003 su cuento Órdenes trascendentales resultó ganador del Premio NH en el apartado «Mejor cuento presentado independientemente» (con Espido Freire, José María Guelbenzu y Gustavo Martín Garzo en el jurado). 
Su primer libro publicado fue Noctámbulos, en 2003. «Noctámbulos es una colección de cuentos con un tono y con un subterráneo hilo conductor que consigue una escritura limpia, seca y eficaz. Lo más destacable es su capacidad para dejar insinuado el contenido más hondo que se vislumbra en cada una de las historias» (declaración del jurado del IV Premio Casa de América, compuesto por Héctor Abad Faciolince, Eduardo Becerra, Ana López-Alonso, Clara Sánchez y Jorge Volpi).
En los últimos años ha obtenido el premio de novela Ateneo Joven de Sevilla por Calor de Hogar, S.A. (2005) y el premio Caja Madrid de Narrativa 2004 (en cuyo jurado se encontraban Soledad Puértolas, Julio Llamazares, Javier Reverte y Juan Manuel de Prada). Ha sido incluida en diversas compilaciones, entre las que destacan Todo un placer. Antología de relatos eróticos femeninos (2005) realizada por Elena Medel y publicado por la Editorial Berenice, Antología de cuentistas madrileñas (2006) compilado por Isabel Díez Ménguez y publicados por Ediciones La Librería, y Contar las olas. Trece cuentos para bañistas (2006) publicado por la editorial Lengua de Trapo.
Colabora en diversos medios de la prensa nacional como la revista digital Literaturas.com., el magazine Calle20, o la revista cultural Ateneaglam.
Es autora de los libros Noctámbulos (2003), IV Premio Casa de América; Compañía (2004), II Premio Caja Madrid; y Calor de Hogar, S.A. su primera novela, X Premio de Novela Ateneo Joven de Sevilla. 
En 2007 participó en la obra El arquero inmóvil, una selección de ensayos que reflexionan sobre el proceso de creación de una obra breve, escritos todos por autores que, en mayor o menor medida, se han dedicado al relato, como Ángel Zapata, Hipólito G. Navarro, Eloy Tizón o Mercedes Cebrián. Anatomía de Caín fue ilustrado por Cristina Díez (2010).
Cerrada forma parte del colectivo artístico por fundado por Fernando Marías Amondo, llamado Hijos de Mary Shelley. Con él, participó en las sesiones de homenaje a la pionera feminista Mary Wollstonecraft y en el libro titulado Wollstonecraft. Hijas del horizonte, donde también figuran otras importantes escritoras como Espido Freire, Paloma Pedrero, Nuria Varela, Cristina Fallarás, Eva Díaz Riobello, María Zaragoza, Raquel Lanseros y Vanessa Montfort.

## Libros publicados
- Noctámbulos. Lengua de Trapo (2003). Libro de relatos.
- Compañía. Lengua de Trapo (2004). Libro de relatos.
- Calor de hogar, S.A.. Algaida (2005). Novela.
- Alianzas duraderas. Lengua de Trapo (2007). Novela.
- La mujer calva. Lengua de Trapo (2008). Novela.
- Anatomía de Caín. Ed. Baladí (2010). Novela.
- Cenicienta en Pensilvania. DVD Ediciones (2010). Novela corta.
- Cosmorama. Tropo Editores (2015). Novela.
- Europa. Lumen (2017). Novela.
- Hindenburg. Seix Barral (2020). Novela.

### Libros colectivos
- 666. Edición de Carmen Jiménez. Autoras: Elia Barceló, Cristina Cerrada, Marta Sanz, Pilar Adón, Esther García Llovet y Susana Vallejo. Sub Urbano, 2014.

## Premios y galardones
- XIII Premio de relatos Pedro de Atarrabía, 2001
- VII Premio de relatos NH, 2003
- IV Premio de Narrativa Casa de América, 2003
- II Premio de Narrativa Cajamadrid, 2003
- X Premio de Novela Ateneo Joven de Sevilla, 2005
- XIV Premio de Novela Lengua de Trapo, 2008
- XLI Premio Internacional de novela corta Ciudad de Barbastro, 2010
- Finalista del IV Premio de narrativa breve Ribera del Duero con Adversidad, 2015

### Relatos de Cristina Cerrada
- Codicia (enlace roto disponible en Internet Archive; véase el historial, la primera versión y la última)..
- Suficiente.
- Neumonía.

### Entrevistas a la autora
- Entrevista de Alberto Olmos en revista Teína.
- Entrevista de Amelia Castilla en El País.
- Entrevista de David G. Torres en aviondepapel.
- Entrevista de Angel Vivas en Muface.

- Datos: Q5791437